# Ameengad, Manvi
Ameengad là một làng thuộc tehsil Manvi, huyện Raichur, bang Karnataka, Ấn Độ.